# 持明院保冬
持明院 保冬（じみょういん やすふゆ）は、南北朝時代の公卿。従二位権中納言・持明院保有の子。官位は正三位・権中納言。

## 経歴
応安7年（1374年）、従三位・右衛門督となり公卿に列せられる。直後参議となるも、翌年には辞し、出雲権守・左兵衛督を経て永徳2年（1382年）に参議に還任、至徳2年（1385年）まで在職したが、この間永徳3年（1383年）に正三位に昇り、また丹波権守を兼ねている。
嘉慶元年（1387年）には権中納言となるも、康応元年（1389年）には辞職した。明徳の和約による南北朝合一直前の明徳3年10月16日（1392年11月1日）に薨去。享年64。
持明院家は元々家行系が嫡流だったが、保家系では最後の公卿となった。